# Liste der Nummer-eins-Hits in Irland (2011)
Dies ist eine Liste der Nummer-eins-Hits in Irland im Jahr 2011. Sie basiert auf den offiziellen Single und Album Top 100 der irischen Charts, die im Auftrag der Irish Recorded Music Association (IRMA) erstellt werden. Es gab in diesem Jahr 16 Nummer-eins-Singles und 15 Nummer-eins-Alben.

## Singles
| ← 2010 ← | Liste der Nummer-eins-Hits in Irland | Liste der Nummer-eins-Hits in Irland              | Liste der Nummer-eins-Hits in Irland | 2012 →                    |
| \| Zeitraum \| Wo. ges. \| Interpret \| Titel Autor(en) \| Zusätzliche Informationen \| \| (Zeitraum, Wochen auf Platz eins, Interpret, Titel, Autor[en], zusätzliche Informationen) \| \| \| \| \| \| ----------------------------------------------------------------------------------------- \| -------- \| ------------------------------------------------- \| ----------------------------- \| ------------------------- \| \| 16. Dezember 2010 – 12. Januar 2011 4 Wochen \| 4 \| Matt Cardle \| When We Collide \| – \| \| 13. Januar 2011 – 9. Februar 2011 4 Wochen \| 4 \| Bruno Mars \| Grenade \| – \| \| 10. Februar 2011 – 16. Februar 2011 1 Woche (insgesamt 2) \| 2 \| Jessie J feat. B.o.B \| Price Tag \| – \| \| 17. Februar 2011 – 23. Februar 2011 1 Woche \| 1 \| Lady Gaga \| Born This Way \| – \| \| 24. Februar 2011 – 2. März 2011 1 Woche (insgesamt 2) \| 2 \| Jessie J feat. B.o.B \| Price Tag \| – \| \| 3. März 2011 – 13. April 2011 6 Wochen \| 6 \| Adele \| Someone like You \| – \| \| 14. April 2011 – 20. April 2011 1 Woche \| 1 \| Jennifer Lopez feat. Pitbull \| On the Floor \| – \| \| 21. April 2011 – 18. Mai 2011 4 Wochen \| 4 \| LMFAO feat. Lauren Bennett & GoonRock \| Party Rock Anthem \| – \| \| 19. Mai 2011 – 1. Juni 2011 2 Wochen \| 2 \| Jedward \| Lipstick \| – \| \| 2. Juni 2011 – 6. Juli 2011 5 Wochen \| 5 \| Pitbull feat. Ne-Yo, Afrojack & Nayer \| Give Me Everything \| – \| \| 7. Juli 2011 – 13. Juli 2011 1 Woche \| 1 \| Jedward \| Bad Behaviour \| – \| \| 14. Juli 2011 – 17. August 2011 5 Wochen \| 5 \| The Wanted \| Glad You Came \| – \| \| 18. August 2011 – 14. September 2011 4 Wochen \| 4 \| Maroon 5 feat. Christina Aguilera \| Moves Like Jagger \| – \| \| 15. September 2011 – 12. Oktober 2011 4 Wochen \| 4 \| One Direction \| What Makes You Beautiful \| – \| \| 13. Oktober 2011 – 30. November 2011 7 Wochen \| 7 \| Rihanna feat. Calvin Harris \| We Found Love \| – \| \| 1. Dezember 2011 – 14. Dezember 2011 2 Wochen \| 2 \| X Factor Finalists 2011 feat. JLS & One Direction \| Wishing on a Star \| – \| \| 15. Dezember 2011 – 11. Januar 2012 4 Wochen \| 4 \| Little Mix \| Cannonball Damien George Rice \| – \| |                                      |                                                   |                                      |                           |
| ← 2010 |                                      |                                                   |                                      | → 2012 →                  |
| Zeitraum | Wo. ges.                             | Interpret                                         | Titel Autor(en)                      | Zusätzliche Informationen |
| (Zeitraum, Wochen auf Platz eins, Interpret, Titel, Autor[en], zusätzliche Informationen) |                                      |                                                   |                                      |                           |
| 16. Dezember 2010 – 12. Januar 2011 4 Wochen | 4                                    | Matt Cardle                                       | When We Collide                      | –                         |
| 13. Januar 2011 – 9. Februar 2011 4 Wochen | 4                                    | Bruno Mars                                        | Grenade                              | –                         |
| 10. Februar 2011 – 16. Februar 2011 1 Woche (insgesamt 2) | 2                                    | Jessie J feat. B.o.B                              | Price Tag                            | –                         |
| 17. Februar 2011 – 23. Februar 2011 1 Woche | 1                                    | Lady Gaga                                         | Born This Way                        | –                         |
| 24. Februar 2011 – 2. März 2011 1 Woche (insgesamt 2) | 2                                    | Jessie J feat. B.o.B                              | Price Tag                            | –                         |
| 3. März 2011 – 13. April 2011 6 Wochen | 6                                    | Adele                                             | Someone like You                     | –                         |
| 14. April 2011 – 20. April 2011 1 Woche | 1                                    | Jennifer Lopez feat. Pitbull                      | On the Floor                         | –                         |
| 21. April 2011 – 18. Mai 2011 4 Wochen | 4                                    | LMFAO feat. Lauren Bennett & GoonRock             | Party Rock Anthem                    | –                         |
| 19. Mai 2011 – 1. Juni 2011 2 Wochen | 2                                    | Jedward                                           | Lipstick                             | –                         |
| 2. Juni 2011 – 6. Juli 2011 5 Wochen | 5                                    | Pitbull feat. Ne-Yo, Afrojack & Nayer             | Give Me Everything                   | –                         |
| 7. Juli 2011 – 13. Juli 2011 1 Woche | 1                                    | Jedward                                           | Bad Behaviour                        | –                         |
| 14. Juli 2011 – 17. August 2011 5 Wochen | 5                                    | The Wanted                                        | Glad You Came                        | –                         |
| 18. August 2011 – 14. September 2011 4 Wochen | 4                                    | Maroon 5 feat. Christina Aguilera                 | Moves Like Jagger                    | –                         |
| 15. September 2011 – 12. Oktober 2011 4 Wochen | 4                                    | One Direction                                     | What Makes You Beautiful             | –                         |
| 13. Oktober 2011 – 30. November 2011 7 Wochen | 7                                    | Rihanna feat. Calvin Harris                       | We Found Love                        | –                         |
| 1. Dezember 2011 – 14. Dezember 2011 2 Wochen | 2                                    | X Factor Finalists 2011 feat. JLS & One Direction | Wishing on a Star                    | –                         |
| 15. Dezember 2011 – 11. Januar 2012 4 Wochen | 4                                    | Little Mix                                        | Cannonball Damien George Rice        | –                         |

## Alben
| ← 2010 ← | Liste der Nummer-eins-Hits in Irland | Liste der Nummer-eins-Hits in Irland | Liste der Nummer-eins-Hits in Irland | 2012 →                    |
| \| Zeitraum \| Wo. ges. \| Interpret \| Titel \| Zusätzliche Informationen \| \| (Zeitraum, Wochen auf Platz eins, Interpret, Titel, zusätzliche Informationen) \| \| \| \| \| \| ------------------------------------------------------------------------------ \| -------- \| ---------------------------------- \| ---------------------------------- \| ------------------------- \| \| 30. Dezember 2010 – 19. Januar 2011 3 Wochen \| 3 \| Rihanna \| Loud \| – \| \| 20. Januar 2011 – 26. Januar 2011 1 Woche \| 1 \| Bruno Mars \| Doo-Wops & Hooligans \| – \| \| 27. Januar 2011 – 30. März 2011 9 Wochen (insgesamt 35) \| 35 \| Adele \| 21 \| – \| \| 31. März 2011 – 13. April 2011 2 Wochen \| 2 \| Mary Byrne \| Mine & Yours \| – \| \| 14. April 2011 – 25. Mai 2011 6 Wochen (insgesamt 35) \| 35 \| Adele \| 21 \| – \| \| 26. Mai 2011 – 8. Juni 2011 2 Wochen \| 2 \| Lady Gaga \| Born This Way \| – \| \| 9. Juni 2011 – 29. Juni 2011 3 Wochen (insgesamt 35) \| 35 \| Adele \| 21 \| – \| \| 30. Juni 2011 – 6. Juli 2011 1 Woche \| 1 \| Beyoncé \| 4 \| – \| \| 7. Juli 2011 – 10. August 2011 5 Wochen (insgesamt 35) \| 35 \| Adele \| 21 \| – \| \| 11. August 2011 – 24. August 2011 2 Wochen \| 2 \| Jedward \| Victory \| – \| \| 25. August 2011 – 31. August 2011 1 Woche (insgesamt 35) \| 35 \| Adele \| 21 \| – \| \| 1. September 2011 – 7. September 2011 1 Woche \| 1 \| Red Hot Chili Peppers \| I’m with You \| – \| \| 8. September 2011 – 12. Oktober 2011 5 Wochen (insgesamt 35) \| 35 \| Adele \| 21 \| – \| \| 13. Oktober 2011 – 19. Oktober 2011 1 Woche \| 1 \| Lisa Hannigan \| Passenger \| – \| \| 20. Oktober 2011 – 26. Oktober 2011 1 Woche \| 1 \| Noel Gallagher’s High Flying Birds \| Noel Gallagher’s High Flying Birds \| – \| \| 27. Oktober 2011 – 2. November 2011 1 Woche \| 1 \| Coldplay \| Mylo Xyloto \| – \| \| 3. November 2011 – 16. November 2011 2 Wochen (insgesamt 3) \| 3 \| Florence + the Machine \| Ceremonials \| – \| \| 17. November 2011 – 23. November 2011 1 Woche \| 1 \| Snow Patrol \| Fallen Empires \| – \| \| 24. November 2011 – 30. November 2011 1 Woche \| 1 \| Westlife \| Greatest Hits \| – \| \| 1. Dezember 2011 – 4. Januar 2012 5 Wochen (insgesamt 7) \| 7 \| Michael Bublé \| Christmas \| – \| |                                      |                                      |                                      |                           |
| ← 2010 |                                      |                                      |                                      | → 2012 →                  |
| Zeitraum | Wo. ges.                             | Interpret                            | Titel                                | Zusätzliche Informationen |
| (Zeitraum, Wochen auf Platz eins, Interpret, Titel, zusätzliche Informationen) |                                      |                                      |                                      |                           |
| 30. Dezember 2010 – 19. Januar 2011 3 Wochen | 3                                    | Rihanna                              | Loud                                 | –                         |
| 20. Januar 2011 – 26. Januar 2011 1 Woche | 1                                    | Bruno Mars                           | Doo-Wops & Hooligans                 | –                         |
| 27. Januar 2011 – 30. März 2011 9 Wochen (insgesamt 35) | 35                                   | Adele                                | 21                                   | –                         |
| 31. März 2011 – 13. April 2011 2 Wochen | 2                                    | Mary Byrne                           | Mine & Yours                         | –                         |
| 14. April 2011 – 25. Mai 2011 6 Wochen (insgesamt 35) | 35                                   | Adele                                | 21                                   | –                         |
| 26. Mai 2011 – 8. Juni 2011 2 Wochen | 2                                    | Lady Gaga                            | Born This Way                        | –                         |
| 9. Juni 2011 – 29. Juni 2011 3 Wochen (insgesamt 35) | 35                                   | Adele                                | 21                                   | –                         |
| 30. Juni 2011 – 6. Juli 2011 1 Woche | 1                                    | Beyoncé                              | 4                                    | –                         |
| 7. Juli 2011 – 10. August 2011 5 Wochen (insgesamt 35) | 35                                   | Adele                                | 21                                   | –                         |
| 11. August 2011 – 24. August 2011 2 Wochen | 2                                    | Jedward                              | Victory                              | –                         |
| 25. August 2011 – 31. August 2011 1 Woche (insgesamt 35) | 35                                   | Adele                                | 21                                   | –                         |
| 1. September 2011 – 7. September 2011 1 Woche | 1                                    | Red Hot Chili Peppers                | I’m with You                         | –                         |
| 8. September 2011 – 12. Oktober 2011 5 Wochen (insgesamt 35) | 35                                   | Adele                                | 21                                   | –                         |
| 13. Oktober 2011 – 19. Oktober 2011 1 Woche | 1                                    | Lisa Hannigan                        | Passenger                            | –                         |
| 20. Oktober 2011 – 26. Oktober 2011 1 Woche | 1                                    | Noel Gallagher’s High Flying Birds   | Noel Gallagher’s High Flying Birds   | –                         |
| 27. Oktober 2011 – 2. November 2011 1 Woche | 1                                    | Coldplay                             | Mylo Xyloto                          | –                         |
| 3. November 2011 – 16. November 2011 2 Wochen (insgesamt 3) | 3                                    | Florence + the Machine               | Ceremonials                          | –                         |
| 17. November 2011 – 23. November 2011 1 Woche | 1                                    | Snow Patrol                          | Fallen Empires                       | –                         |
| 24. November 2011 – 30. November 2011 1 Woche | 1                                    | Westlife                             | Greatest Hits                        | –                         |
| 1. Dezember 2011 – 4. Januar 2012 5 Wochen (insgesamt 7) | 7                                    | Michael Bublé                        | Christmas                            | –                         |